# Baran (nazwisko)
Baran (forma żeńska: Baran, liczba mnoga: Baran, Baranowie) – polskie nazwisko.

## Etymologia nazwiska
Utworzone od słowa baran → Prasłowo nieznanego początku; podobne, ale bez -an, po narzeczach starogreckich (barion, barichoi, ‘owce’), albańskich i północnowłoskich (bera, bar), i uznano je dlatego za prasłowo (tubylców przedsłowiańskich) alpejskie, ależ właśnie u alpejskich Słowian go niema wcale, a i u bałkańskich ono bardzo rzadkie; głównie ruskie i zachodnie; barani, baranina, baraniec. Może w związku z prasłow. borw, serb., czes. braw, ‘bydło (nierogate)’, rusk. borow, ‘wieprz’. Również: baraszki, ‘żarty’, wziąć na barana. Nazwisko notowane od 1224 roku.

## Rody szlacheckie
Nazwiskiem Baran posługiwało się kilka rodów szlacheckich. Byli to: Baranowie herbu Junosza, Baranowie herbu Kuszaba oraz Baranowie herbu Radwan.

## Demografia
Na początku lat 90. XX wieku w Polsce mieszkało 38548 osób o tym nazwisku, najwięcej w dawnym województwie: katowickim  – 3295, krakowskim – 3131 i kieleckim – 3128 (oraz Baran–Baranowski – 6 i Baran–Barański – 14 osób). W 2002 roku według bazy PESEL mieszkało w Polsce około 43748 osób o nazwisku Baran, najwięcej w Krakowie i powiecie nowosądeckim.

## Encyklopedyczni przedstawiciele i inne wykorzystania
Zobacz stronę ujednoznaczniającą: Baran.